# Mikluchomaklaia korido
Mikluchomaklaia korido är en insektsart som beskrevs av Andrej Vasiljevitj Gorochov 2006. Mikluchomaklaia korido ingår i släktet Mikluchomaklaia och familjen syrsor. Inga underarter finns listade i Catalogue of Life.